# District de Jinchang
Pour les articles homonymes, voir Jinchang (homonymie).
Le district de Jinchang (金阊区 ; pinyin : Jīnchāng Qū) est une subdivision administrative de la province du Jiangsu en Chine. Il est placé sous la juridiction de la ville-préfecture de Suzhou.